# Угаров, Александр Иванович
Александр Иванович Уга́ров (31 августа (13 сентября) 1900, Богородск, Московская губерния, Российская империя — 25 февраля 1939, Москва, РСФСР, СССР) — советский партийный деятель.

## Биография
31 августа (13 сентября) 1900 года в Богородске (ныне город Ногинск Московской области) в семье служащего.
Член партии с 1918 года. В 1918‒1919 годах работал экономистом в ВСНХ и секретарём Сущёвско-Марьинского райкома РКП(б) в Москве. В 1919—1921 годах на политработе в рядах Красной Армии, участник Гражданской войны. Был помощником комиссара полка, бригады и заместителем начальника политотдела дивизии. В 1921—1923 годах на партийной работе в Красно-Пресненском районе Москвы. С 1923 по 1924 год служил в Бауманском районе заведующим агитпропотделом Бауманского РК ВКП(б).
Окончил экономическое отделение Института красной профессуры, где учился в 1923—1926 годах.
Преподавал[что?] в Ленинградском политехническом институте. Затем с 1927 года на партийной работе. Работал редактором газеты «Ленинградская правда». С 1932 года — второй секретарь Ленинградского городского комитета ВКП(б).
В 1934 году на XVII-м съезде избран кандидатом в члены ЦК ВКП (б).
С 5.3.1935 по 19.2.1938 2-й секретарь Ленинградского горкома ВКП (б) (при А. А. Жданове).
12 декабря 1937 года избран депутатом Верховных Советов РСФСР и СССР от Смольнинского избирательного округа Ленинграда. С 1938 года — член Президиума Верховного Совета СССР.
10 февраля 1938 года, в связи с избранием Н. С. Хрущёва исполняющим обязанности первого секретаря ЦК КП(б)У, избран исполняющим обязанности 1-го секретаря Московского горкома и обкома партии. По утверждению сына, Сергея Угарова, на пост 1-го секретаря МК и МГК ВКП(б) Угаров был выдвинут по рекомендации А. А. Жданова.
20.10.1938 арестован: «по обвинению в участии в контрреволюционной террористической организации и измене Родине». Допросы вели Берия и Кобулов. Сергей Угаров вспоминал: «Врагу не пожелаю пережить то, что я пережил, читая на Лубянке протоколы допросов отца… На первом он все обвинения отрицает. На втором — через сутки! — всё признает. Что случилось за это короткое время? Какие круги ада прошёл мой отец?» 25.02.1939 ВКВС СССР приговорён к смертной казни по обвинению в антисоветской, вредительской и террористической деятельности. Расстрелян в тот же день. Тело кремировано, прах захоронен на Донском кладбище в Москве. Реабилитирован КПК при ЦК КПСС 17 февраля 1956 г. и восстановлен в партии.
Квартиру А. И. Угарова № 8 в Доме на набережной занял В. С. Абакумов. Сыновей А. И. Угарова Володю (16 лет) и Серёжу(~2 года) срочно забрали вызванные дворничихой дедушка Иван Николаевич и бабушка Анна Ивановна.
После ареста А. И. Угарова проводятся массовые аресты в московской партийной организации.

## Семья
Супруга — Эмилия Яковлевна Элькина, была арестована вместе с мужем. Из лагерей вернулась больным человеком и закончила дни в психиатрической клинике.
Сын — Владимир (1922—1977), был арестован в 1948 году.
Сын — Сергей (1936 г. р.). Был назван в память о С. М. Кирове.
Внебрачный сын — Борис (Довлатов)  (1938 г. р.).

## Отзывы
Писатель Леонид Леонов вспоминал об Угарове: «Был Угаров человеком способным и бойким, но карьеристом — это помогло ему пойти в гору, занять большой пост; он любил повторять фразу, которая превосходно его характеризует: „…Я не могу сейчас ответить на этот вопрос — партия ещё не решила…“».
Писатель Сергей Довлатов в своих воспоминаниях «Наши» рассказывал о любовной связи Угарова и о его внебрачном сыне.
У Т. П. Милютиной в одном из писем к ней встречается запись: «Этот „герой“ — Угаров — оговорил десятки, сотни людей…»
У А. Я. Розиной в книге «У памяти в гостях»: «Как-то из бани прибежали в избушку: оказывается, привезли жену секретаря ленинградского горкома Угарову. Кто-то хотел её бить, так как было известно, что Угаров подписывал списки на расстрел. Мы вмешались: здесь, в лагере, все равны, и не время сводить счёты».